# Hollywood Bowl

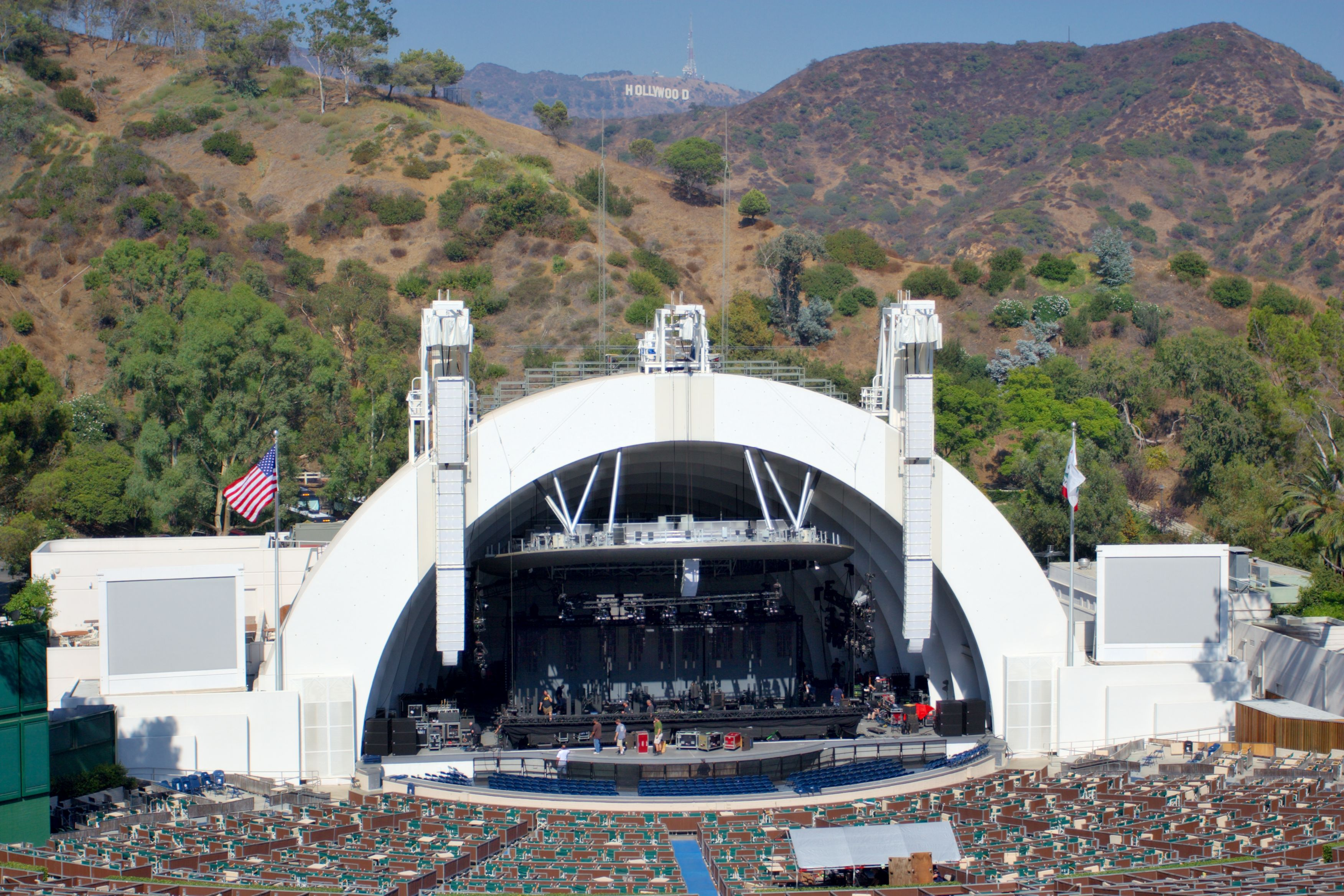
Die Hollywood Bowl – im Hintergrund das Hollywood Sign

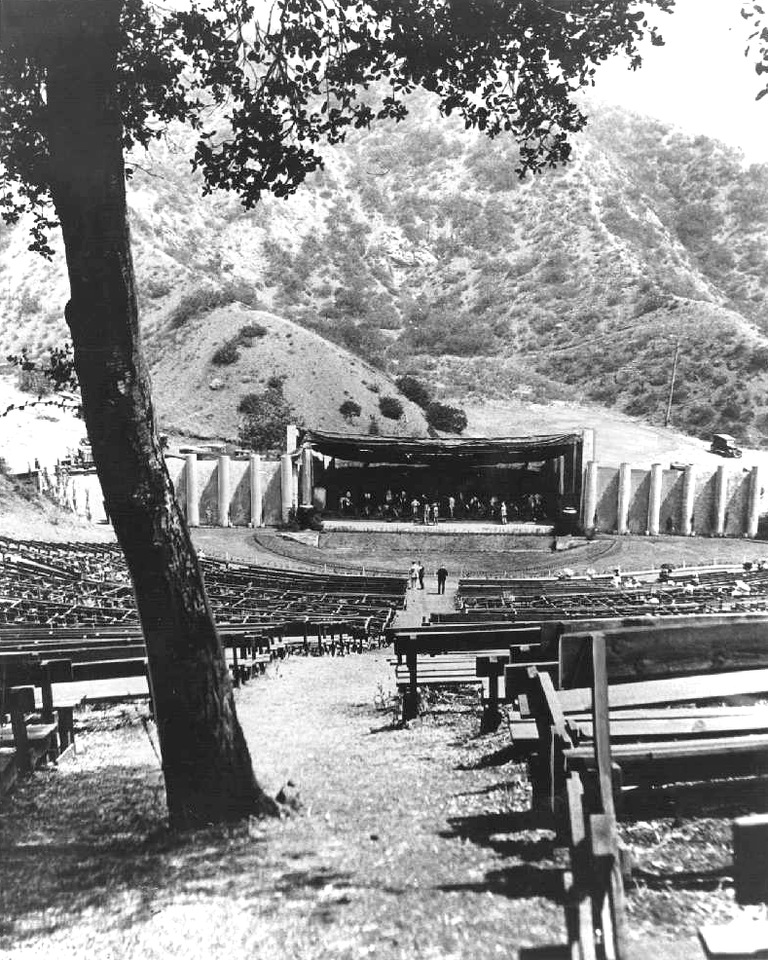
Die Hollywood Bowl 1922

Die Hollywood Bowl ist eine der größten natürlichen Freilichtbühnen nach dem Vorbild der antiken griechischen Theater. Sie befindet sich nördlich von Hollywood, bietet über 18.000 Zuschauern Platz und wird hauptsächlich für Musikveranstaltungen genutzt. Die Eröffnung war am 11. Juli 1922.

## Geschichte
Bei der Eröffnung der Hollywood Bowl saßen die Zuschauer auf einfachen Holzbänken und auch die Bühne war sehr schlicht. Eine erste Muschel über der Bühne wurde im Jahr 1926 zusammen mit einer festen Sitzinstallation für die Zuschauer gebaut. Diese Bühnenüberdachung erhielt 1929 ihre endgültige Form. 2003 wurde die Muschel umgebaut und erweitert. Dabei wurde insbesondere die Bühne technisch aufgerüstet und mit Videoschirmen und Videokameras ausgestattet.
Heute ist sie der Sitz des Hollywood Bowl Orchestra, während der Sommersaison auch des Los Angeles Philharmonic Orchestra. Auf der Bühne traten bereits viele bekannte Stars der Show- und Musikbranche auf, darunter The Beach Boys, Frank Sinatra, The Beatles (1964), Bob Dylan (1965), Morrissey, Van Morrison, Pink Floyd, David Gilmour, The Doors, Kylie Minogue, Elton John, Tom Petty, Depeche Mode, Linkin Park, Vince Gill und Billie Eilish. Legendär wurde die Show Monty Python Live at the Hollywood Bowl. In der Folge Etüde in Schwarz der Krimiserie Columbo von 1972 und in der Filmkomödie Der Ja-Sager mit Jim Carrey von 2008 stellt die Hollywood Bowl einen Schauplatz der Handlung dar.